# Cantonul La Guerche-de-Bretagne
Cantonul La Guerche-de-Bretagne este un canton din arondismentul Fougères-Vitré, departamentul Ille-et-Vilaine, regiunea Bretania, Franța.

## Comune
- Availles-sur-Seiche
- Bais
- Chelun
- Drouges
- Eancé
- La Guerche-de-Bretagne (reședință)
- Moutiers
- Moulins
- Moussé
- Rannée
- La Selle-Guerchaise
- Visseiche